# Port lotniczy Kotlik
Port lotniczy Kotlik, Kotlik Airport (kod IATA: KOT, kod ICAO: PFKO, FAA LID: 2A9) – publiczny amerykański port lotniczy obsługujący miasto Kotlik w stanie Alaska, w obszarze Wade Hampton, leży około 2 km na zachód od centrum.
Z lotniska w 2008 przy lotach rozkładowych skorzystało 4237 pasażerów, co było wzrostem o 3% w porównaniu z rokiem poprzednim, kiedy odprawiono 4117, w 2006 było to 3654 osób.
Port lotniczy zajmuje powierzchnię 75 hektarów, posiada jeden żwirowy pas startowy o wymiarach 1348 × 30 m.

## Linie lotnicze i połączenia
- Frontier Flying Service (Emmonak, St Mary's [via Emmonak])[2]